# Kodeks 0213
Kodeks 0213 (Gregory-Aland no. 0213) – grecki kodeks uncjalny Nowego Testamentu na pergaminie, paleograficznie datowany na V albo VI wiek. Do naszych czasów zachował się fragment jednej karty kodeksu. Jest przechowywany w Wiedniu.

## Opis
Do dziś (1995) zachował się fragment jednej karty, z tekstem Ewangelii Marka (3,2-3; 3,4-5). Oryginalne karty kodeksu miały rozmiar 33 na 23 cm, zachowany fragment ma rozmiary 8,8 na 18 cm. Pergamin ma barwę jasno-brunatną, atrament jest ciemniejszy po stronie licowej pergaminu. Atrament w wielu miejscach przeżarł pergamin na wylot, co prawdopodobnie wynika stąd, że zawiera w sobie żelazo.
Tekst pisany jest dwoma kolumnami na stronę, w 23 linijkach w kolumnie. Pismo ma późną formę biblijnej majuskuły. Litera gamma, wykorzystywana w kodeksie, może być mylona z jotą, ponieważ górna poprzeczna kreska w gammie jest albo bardzo cienka, albo jej nie ma. Litery ipsylon oraz rho sięgają poniżej linii, zaś omega jest szeroka.
Peter Sanz spekulował, że fragment mógł kiedyś należeć do lekcjonarza.

## Tekst
Fragment reprezentuje mieszaną tradycję tekstualną. Kurt Aland zaklasyfikował go do kategorii III, co oznacza, że jest ważny dla poznania historii tekstu Nowego Testamentu.
W Mk 3,2 fragment przekazuje wariant αυτους (ich) zamiast αυτου (jego). Wariant nie jest uwzględniany w krytycznych wydaniach Novum Testamentum Graece Nestle-Alanda.

## Historia
Rękopis datowany jest przez INTF na V lub VI wiek . Pasquale Orsini, włoski paleograf, datował na wiek VI.
Nieznane jest miejsce pochodzenia rękopisu.
Tekst fragmentu opublikował Peter Sanz w 1946. Na listę rękopisów Nowego Testamentu wciągnął go Kurt Aland w 1953 roku, oznaczając go przy pomocy siglum 0213. Guglielmo Cavallo opublikował facsimile fragmentu w 1967.
Rękopis przechowywany jest w Austriackiej Bibliotece Narodowej (Pap. G. 1384) w Wiedniu .